# Peltada

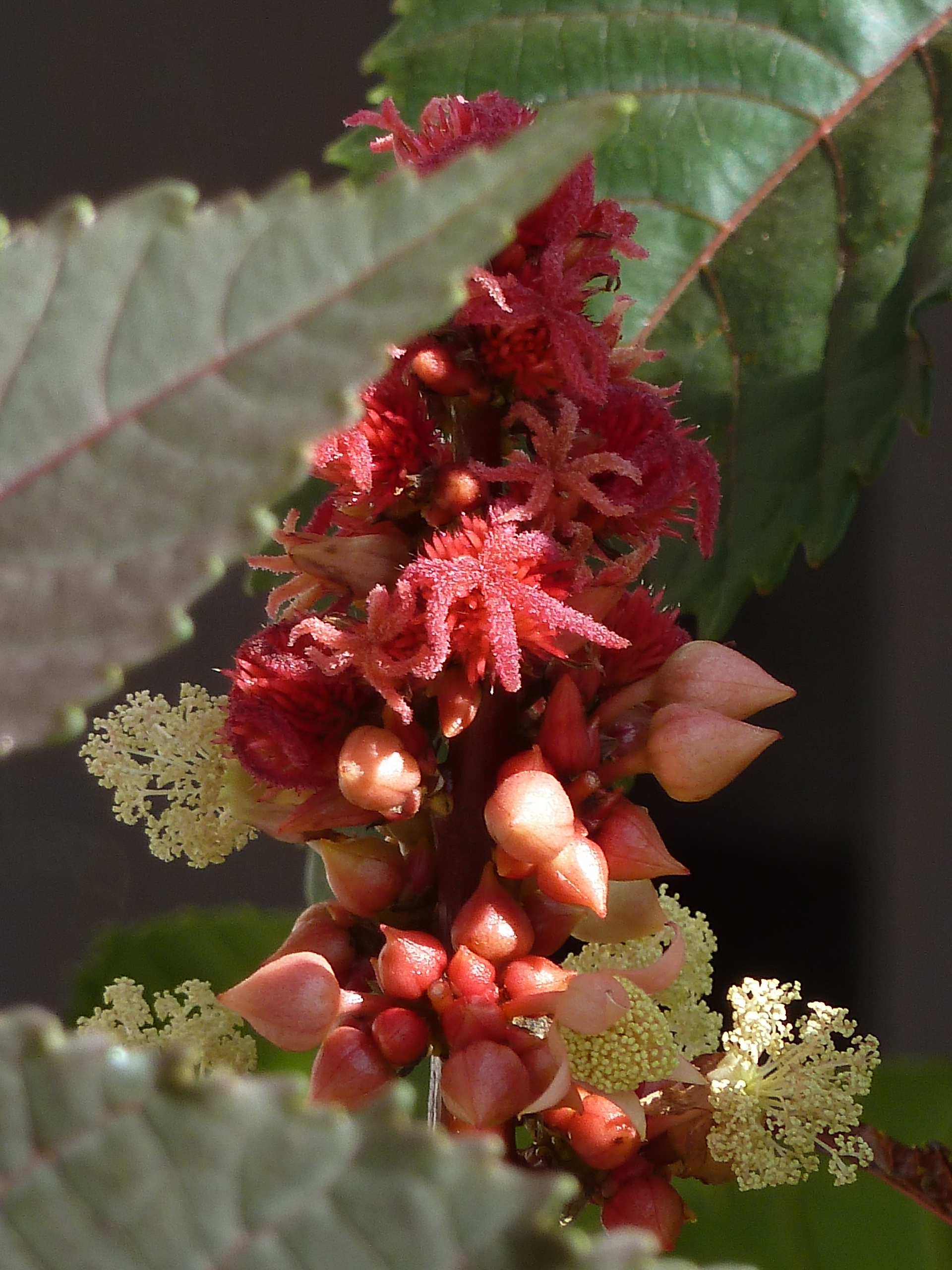
Folhas de Ricinus communis, mostrando a inserção peltada do pecíolo.

Nas folhas peltadas, o pecíolo fica inserido no meio do limbo foliar, formando uma estrutura que lembra um guarda-chuva. Um exemplo é a folha de Ricinus communis da Família das Euphorbiaceae, conhecida como mamona.
A venação de folhas peltadas é do tipo peltinérvea.